# Agnès Pe. Tomàs
Agnès Pe. Tomàs (Lérida, 1985) es una directora de cine, compositora e intérprete musical española. 

## Biografía
Agnès Pe es licenciada en Comunicación Audiovisual. Estudió en la Universidad Politécnica de Valencia en concreto en la Escola Politécnica Superior de Gandía (2007-2013) y cursó un Máster en Comunicación Social en la Universidad Pompeu Fabra (UPF) en Barcelona (2013-2014). Residió en Bilbao donde participó en el festival de música extraña Zarata Fest en julio de 2009.
Recibió una beca para la movilidad durante el curso 2011-2012 a la Universidad Autónoma Metropolitana de Ciudad de México. Fue seleccionada para la participación en la Mostra artística en línea Infortunio Show 8 en noviembre de 2011.

## Trayectoria
Agnès se integra tanto en el campo audiovisual como en el musical/sonoro. Comenzó su carrera realizando piezas documentales Fa Peix (Bilbao, 2011), Matar Alacrán (México DF, 2011), Azul Profundo (México DF, 2012), Delta RCE (UK, Nottingham, 2012). En 2012 logró dirigir Torre, su primera película de ficción, con la que consiguió destacar y participar en Pantalla Fantasma (Bilbao, 2013).
Agnès participa en talleres y proyectos con el propósito de defender el concepto del 'amateurismo', rompiendo con la cultura filmográfica hegemónica, sin registrase en ningún género y permaneciendo en búsqueda de lo lúdico y bajo los parámetros de la estética del error y el exceso. Esta línea conceptual la traslada a su obra sonora y musical donde destaca por sus narraciones ucronía y por el uso de lo que denomina "detritus sonoros", el despiece de obras existentes para la creación de piezas nuevas.
Su primer concierto electroacústico fue en Larraskito en 2010, donde utilizó versiones de diferentes hits de música clásica manipulando archivos MIDI, acompañado estos por visuales que mostraban a sus autores.
En 2015, compuso la banda sonora de la obra de teatro Exit (abans de les eleccions) y un año después del mediometraje No es homosexual simplemente el homófilo, sino el cegado por el falo perdido (Barcelona, 2016). Al año siguiente, en 2017, obtuvo una beca en el programa de residencias El Ranchito Matadero Madrid – AECID, para desarrollar el proyecto audiovisual "No matéis a Juang Fu".
En cuánto a su faceta sonora/musical, algunas de las etiquetas por las que se autodefine son: speedy clásica, eurodancesinfónico, melodías punch, blackmidi, happy slapped, terminal punk, humpatech, crossover thrash, no género, midtechno, hardlaptop y powermid. Pero lo cierto es que esta investigadora se mueve más allá de las delimitaciones de cualquier género musical conocido. Su búsqueda hacia nuevas formas es constante y su universo sonoro se ha podido escuchar en el MACBA, Larraskito, Piksel Festival, Azkuna Centroa o en el CA2M.

## Filmografía
- 2011 – Fa Peix. Bilbao.
- 2011 – Matar Alacrán. México DF.
- 2012 – Azul profundo. México DF.
- 2012 – Delta RCE. Nottingham (Reino Unido).
- 2012 – Torre. Lérida.
- 2017 – Los mirmidones de Ocón. La Rioja.
- 2018 – La galería del asombro. Buenos Aires